# Bajan-Úl járás (Keleti tartomány, Mongólia)
Bajan-Úl járás (mongol nyelven: Баян-Уул сум) Mongólia Keleti tartományának egyik járása. Területe 5600 km². Népessége kb. 5200 fő.
Székhelye, Dzsavarthosú (Жавартхошуу) 190 km-re fekszik Csojbalszan tartományi székhelytől.